# Sendang (Karangampel)
Sendang is een bestuurslaag in het regentschap Indramayu van de provincie West-Java, Indonesië. Sendang telt 4897 inwoners (volkstelling 2010).